# Позняк Тетяна Ігорівна
Тетя́на І́горівна Позня́к (4 січня 1984) — українська фехтувальниця. Учасниця літніх Паралімпійських ігор. Майстер спорту України міжнародного класу.
Займається фехтуванням у Миколаївському регіональному центрі «Інваспорт».

## Спортивні здобутки
- Бронзова призерка в особистій першості (рапіра) Кубку світу 2014 року.
- Бронзова призерка в командному заліку (шпага) на Чемпіонаті Європи 2014 року.
- І місце (категорія В, шабля) та І місце командне (шабля) на Чемпіонаті світу 2015 року.
- Срібна призерка категорії В (шпага) та бронзова призерка (категорія В, шпага) Кубку світу 2015 року.
- І місце у командному заліку (шабля) та ІІІ місце в особистій першості (категорія Б, шабля) у чемпіонаті Європи 2016 року.